# Лищиця зміячколиста
Лищиця зміячколиста, лещиця скорзонеролиста,  (Gypsophila scorzonerifolia) — вид рослин з родини гвоздикових (Caryophyllaceae); зростає в Україні, Грузії, північному Кавказі (Росія).

## Опис
Багаторічна рослина 40–50 см заввишки. Стебла і листки голі; квітконіжки і приквітки залозисто-запушені. Листки овально-ланцетні, загострені, 5–10 см завдовжки. Пелюстки білі або світло-рожеві, в 1.5 рази довші від чашечки. Коробочка майже рівна за довжиною чашечці. 2n = 68.
Період цвітіння: липень — серпень.

## Поширення
Поширений в Україні, Грузії, північному Кавказі (Росія); інтродукований до Німеччини, Чехії, півдня Канади, США.
В Україні вид зростає у вологих засолених піщаних місцях — у Донецькому Лісостепу, дуже рідко (ок. м. Слов'янськ).